# ليمور بني مطوق
ليمور بني مطوق أو هبّار بني مطوق (الاسم العلمي: Eulemur collaris)، نوع من الرئيسيات يتبع جنس الليمور الحقيقي وفصيلة الليموريات. متوسط القد. موطنه في جنوب شرق مدغشقر.